# Ein Mädchen namens Dinky
Ein Mädchen namens Dinky ist eine Komödie vom Regisseur Jim Abrahams, die 1990 produziert wurde.

## Handlung
Dinky Bossetti ist eine Schülerin und Außenseiterin, die in der kleinen Stadt Clyde, Ohio lebt. Sie verbringt viel Zeit mit ihren Haustieren. Ihr Klassenkollege und Sohn eines Zahnarztes, Gerald Howells, interessiert sich für sie.
Bossetti wurde adoptiert und ist überzeugt, dass die berühmte Roxy Carmichael ihre wahre Mutter sei. Denton Webb hat einmal eine Affäre mit Roxy Carmichael gehabt. Die Kleinstadt bereitet sich auf einen Besuch von Carmichael vor. Dinky erzählt der Umgebung, ihre angebliche Mutter würde sie nach dem Besuch mitnehmen. Die Adoptiveltern suchen für Dinky eine Sonderschule.
Dinky freundet sich mit der Schulpsychologin Elizabeth Zaks an. Zaks verteidigt das Mädchen vor den anderen Lehrern, die Bossetti für unangepasst halten.
Der Tag des erwarteten Besuchs kommt. Bossetti wartet mit gepacktem Koffer auf Roxy Carmichael, die jedoch gar nicht erscheint. Stattdessen wird nur Roxys Brief mit Entschuldigungen vor der versammelten Gemeinde verlesen.
Denton klärt Dinky auf, dass sie gar nicht seine und Roxys Tochter sein kann, weil das Baby gestorben ist. Dinky verabredet sich mit Gerald und küsst ihn.

## Kritiken
- Roger Ebert schrieb in der Chicago Sun-Times, dass man anhand der Geschichte mehrere Filme drehen könnte. Keine der gezeigten zwischenmenschlichen Beziehungen würde genügend ausgearbeitet.[1]
- Hal Hinson schrieb in der Washington Post, dass man den Charakter von Dinky mögen könnte.[2]